# موارو
موارو (بالإنجليزية: Mwaro)‏ هي مدينة في بوروندي، وهي عاصمة مقاطعة موارو.